# Бирдженд
Бирдже́нд (перс. بيرجند‎) — город на востоке Ирана, административный центр провинции Южный Хорасан.
Один из наиболее динамично развивающихся городов в Иране, третий по величине город на востоке Ирана после Мешхеда и Захедана. Крупный сельскохозяйственный центр и известный экспортёр шафрана, барбариса, ковров и ковриков ручной работы.

## Климат
В городе сухой климат со значительной разницей дневных и ночных температур.

## История
Первое упоминание Бирдженда в исторической литературе относится к XIII веку, где он описывается, как один из самых красивых городов региона. Аэропорт города начал работать в 1933 г.

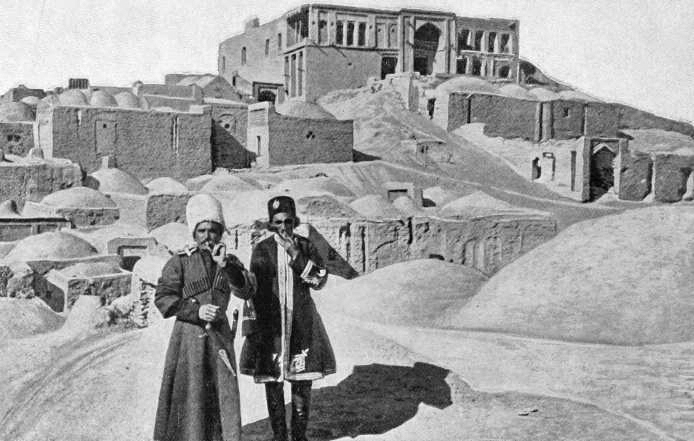
Казаки в Бирдженде. Около 1909 г.

С 1912 по 1914 в городе работал русский востоковед В. А. Иванов.

## Достопримечательности
Главною достопримечательностью Бирдженда считается крепость, расположенная на улице Исламской республики. Она имеет шесть башен и две входные двери в северном и западном отделениях. Около неё растут кипарисы и сосны.
Медресе Шоукатие расположено в древней части Бирдженда и возведено в 1894 году. Медресе состоит из веранды, вестибюля, двора, комната учеников, верхней комнаты и бани. Арка портика медресе богато украшена росписью.
Квартал Чахор-Дарахт (перс. букв.: Четыре дерева) весьма ценен с культурной точки зрения. В него входят медресе Шоукатие, Соборная мечеть, а также баня. Он включает в себе свыше 20 зарегистрированных памятников Ирана, в том числе несколько медресе, древних зданий, хосейние, мечеть и водохранилище под крышею.
Сад Бахлегярд располагается в 30 км к юго-востоку от Бирдженда, на территории деревни Бахлегярд. Сад окружает строительный комплекс, состоящий из входной двери, площадки перед нею, внутреннего двора, помещения для прислуги, наружного двора и конюшни; есть в саду и четырёхугольный бассейн. Это — один из наиболее традиционных иранских садов, он возник при правлении Шаукату-ль-Мульк, властителе города при поздних Каджарах.
Комплекс Акбарийе, рядом с которым раскинулся одноимённый сад, находится на окраине Бирдженда. Он также возведен в период Шаукату-ль-Мулька. Он состоит из главного здания и нескольких второстепенных. Некоторые его комнаты украшены лепниною. С обеих сторон центрального здания растут высокие сосны. В 2011 г. сад включен в список Всемирного наследия Юнеско.
Два здания и сад около них образуют культурно-исторический комплекс Рахимабад. В него также входят два бассейна, один пруд, а по краям главной дороги растут пышные деревья. Это — типичный традиционный иранский сад.
Деревня «Хэсар-э саньги» (букв.: Каменный забор) расположена в 70 км от Бирдженда. Она является самою большою деревней региона. Деревню окружают горы и каменные скалы; поблизости есть древняя, 400-летняя каменная крепость с несколькими башнями — главная местная достопримечательность. Деревенские дома в основном возведены из камня и кирпича; жители занимаются земледелием и скотоводством.